# Danny Grissett

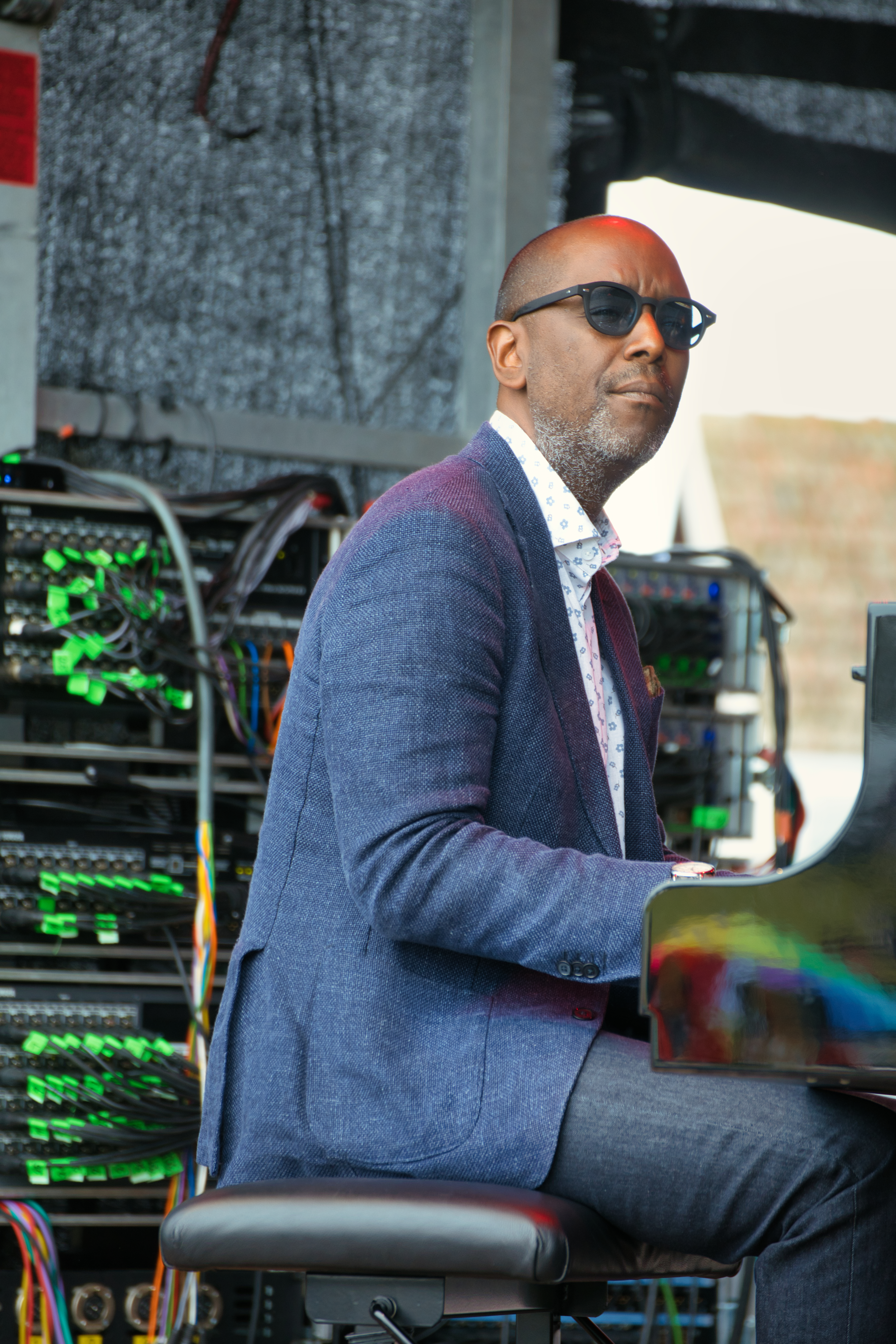
Danny Grissett auf dem INNtöne Jazzfestival 2024

Danny Grissett (* 1975 in Los Angeles) ist ein amerikanischer Jazzmusiker (Piano, Komposition).

## Leben und Wirken
Grissett erhielt bereits im Alter von sechs Jahren klassischen Klavierunterricht. Er schloss sein Musikpädagogikstudium an der California State University mit einem Bachelor ab, absolvierte dann im Jahr 2000 einen zweijährigen Masterstudiengang in Jazz Performance am California Institute of the Arts und studierte anschließend bei Barry Harris, Herbie Hancock und Kenny Barron am Thelonious Monk Institute der University of Southern California Thornton School of Music.
Nachdem Grissett in Los Angeles mit Billy Higgins, George Coleman, Freddie Hubbard und Jackie McLean gespielt hatte, zog er 2003 nach New York City. 2004 spielte er bei Nicholas Payton; ab 2005 war er langjähriges Mitglied in der Band von Tom Harrell.
Grissett veröffentlichte 2006 sein erstes Album als Leader beim Label Criss Cross Jazz, zunächst im Trio mit Vicente Archer und Kendrick Scott, dem weitere Alben auf diesem Label, auch im Sextett und Quartett, folgten. 2017 legte er das Album Remembrance bei Savant Records vor. Er ist auch auf Alben von Anne Mette Iversen, Jeremy Pelt, Lage Lund oder Laïka Fatien zu hören. 2015 tourte er auch mit Pee Wee Ellis in Europa. Weiterhin trat er im Duo mit Dado Moroni auf, 2021 zudem im Duo mit Trompeter Gary Winters.
Grissett ist seit 2014 Hochschullehrer für Jazzpiano am Jam Music Lab – Privatuniversität für Jazz und Popularmusik Wien.